# Kryovulkanismus

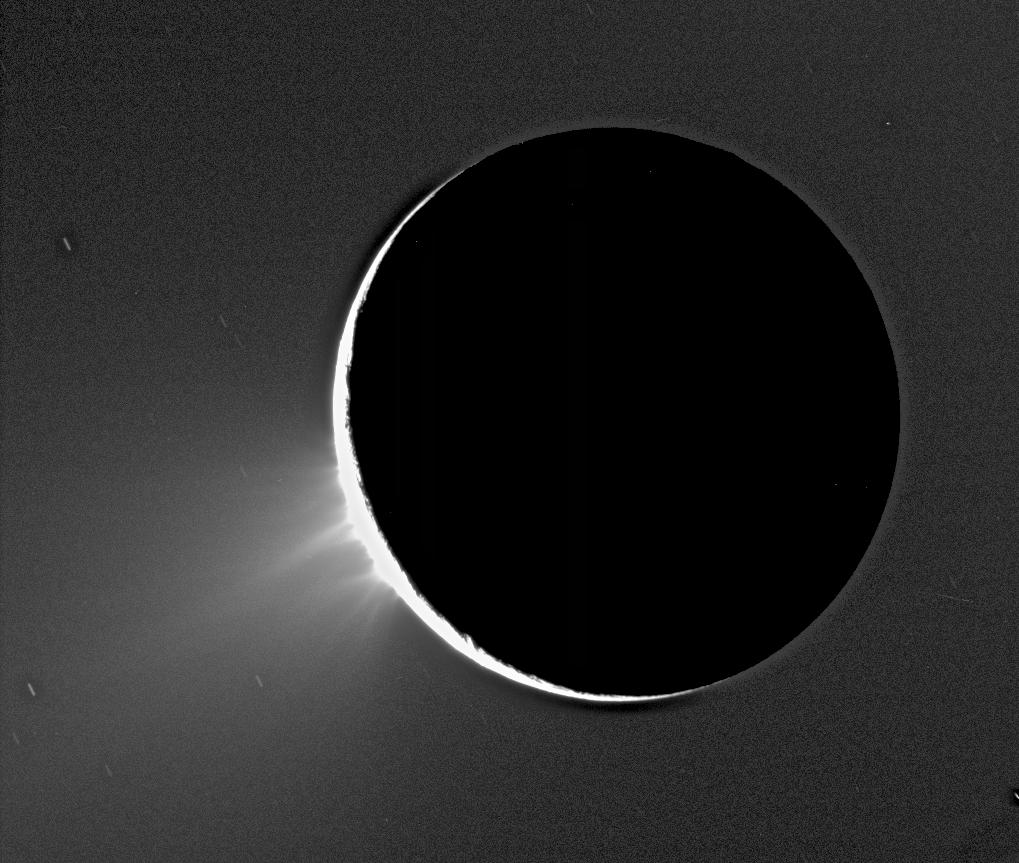
Kryovulkanismus na Enceladu

Kryovulkanismus je zvláštní druh sopečné činnosti, při němž dochází k výronům chladné hmoty na povrch tělesa. Na rozdíl od vulkanismu spojeného s výstupem silikátové taveniny o teplotě stovek °C při kryovulkanizmu sopky je vyvrhována hmota při velice nízkých teplotách, ale i přes to je tento druh geologického procesu v mnohém podobný silikátovému vulkanismu známému ze Země. Na Titanu se předpokládají sopky chrlící metan, na Tritonu to jsou chrliče tekutého dusíku, na Europě a Enceladu pravděpodobně směsice vody a ledu. Přítomnost kryovulkanismu byla také navržena jako vysvětlení některých útvarů nacházejících se na povrchu trpasličí planety Ceres, kde tento proces pravděpodobně vytvořil nejenom světlé skvrny v kráteru Occator, ale také se podílel na vzniku Ahuna Mons, nejvyšší hory Cerery.
Pro vznik kryovulkanismu je potřeba, aby uvnitř tělesa docházelo ke vzniku tepla, které je následně schopné roztavit či natavit ledovou krustu tělesa.